# 2988 Korhonen
A 2988 Korhonen (ideiglenes jelöléssel 1943 EM) a Naprendszer kisbolygóövében található aszteroida. Liisi Oterma fedezte fel 1943. március 1-én.